# Hutnik Kraków
El Hutnik Kraków, anteriormente denominado Hutnik Nowa Huta, es un club deportivo del barrio de Nowa Huta, situado en la ciudad de Cracovia, en Polonia. Dispone de varias secciones, entre ellas balonmano, voleibol y fútbol, militando esta última en la II Liga, la tercera categoría del fútbol polaco. 

## Historia
Fundado en el año 1950, el Hutnik ascendió por primera vez a primera división en 1990, mismo año en el que alcanzó las semifinales de la Copa de Polonia, su mejor participación en la competición hasta la fecha. Durante siete temporadas se mantuvo en la Ekstraklasa, registrando como mejor posición un tercer puesto en la campaña 1995-96, que le permitió disputar la Copa de la UEFA 1996-97. En el torneo continental se impuso al Khazri Buzovna de Azerbaiyán y al SK Sigma Olomouc checo, hasta finalmente caer derrotado en los treintaidosavos de final ante el AS Mónaco por un 1-4 global.
Tradicionalmente el Hutnik es considerado el tercer equipo más popular de Cracovia, por detrás de los dos principales clubes de la ciudad, el Wisła y el KS Cracovia. La mayor parte de aficionados proceden del barrio de Nowa Huta, donde se localiza el Estadio Suche Stawy, recinto deportivo donde Hutnik disputa sus partidos como local, y que durante la Eurocopa 2012 fue el campo de entrenamiento de la selección de fútbol de Inglaterra.
Tras varios problemas financieros, el equipo fue disuelto por una deuda que ascendía a los seis millones de eslotis, aunque refundado en 2010 por la afición como «Hutnik Nowa Huta», mismo nombre que portó el equipo entre 1956 y 1984. En 2017 regresó a la denominación anterior, pasando a jugar en la III Liga como «Hutnik Kraków» (Hutnik Cracovia).

## Jugadores

### Jugadores destacados
- Krzysztof Bukalski
- Tomasz Hajto
- Jan Karaś
- Marek Koźmiński
- Zakari Lambo
- Michał Pazdan
- Zbigniew Płaszewski
- Kazimierz Putek
- Dariusz Romuzga
- Łukasz Sosin
- Mirosław Waligóra
- Marcin Wasilewski
- Kazimierz Węgrzyn
- Moussa Yahaya

## Participación en competiciones de la UEFA
| Temporada | Torneo          | Ronda            | Club             | Casa | Visita | Global |
| --------- | --------------- | ---------------- | ---------------- | ---- | ------ | ------ |
| 1996/97   | Copa de la UEFA | Clasificatoria 1 | Khazri Buzovna   | 9–0  | 2–2    | 11–2   |
| 1996/97   | Copa de la UEFA | Clasificatoria 2 | SK Sigma Olomouc | 3–1  | 0–1    | 3–2    |
| 1996/97   | Copa de la UEFA | Ronda 1          | AS Mónaco        | 0–1  | 1–3    | 1–4    |